# 水原駅
水原駅（すいばらえき）は、新潟県阿賀野市下条町（げじょうちょう）にある、東日本旅客鉄道（JR東日本）羽越本線の駅である。

## 歴史
- 1912年（大正元年）9月2日：信越線支線・新津 - 新発田間開業の際に開設[1]。
- 1914年（大正3年）6月2日：新発田 - 中条間延伸開業にともない、村上線に改称。
- 1924年（大正13年）7月31日：全線開業にともない、村上線を羽越線に編入。
- 1925年（大正14年）11月20日：羽越線を羽越本線に改称。
- 1966年（昭和41年）1月11日：駅舎を改築[3]。
- 1984年（昭和59年）1月20日：車扱貨物の取り扱いを廃止し、旅客駅となる[1]。
- 1985年（昭和60年）3月14日：荷物の取り扱いを廃止[1]。
- 1987年（昭和62年）4月1日：国鉄分割民営化により、JR東日本の駅となる[1]。
- 1990年（平成2年）12月1日：みどりの窓口を開設[4]。
- 2000年（平成12年）9月4日：自由通路の使用を開始[5][6]。
- 2008年（平成20年）3月15日：ICカード「Suica」の利用が可能となる[7]。
- 2023年（令和5年）2月28日：みどりの窓口の営業を終了[8]。
- 2024年（令和6年）3月16日：終日無人化[要出典]。

## 駅構造
相対式ホーム2面2線を有する地上駅である。両ホームは跨線橋で連絡している。跨線橋は2つに仕切られており、新津寄り半分が東西自由通路となっている。列車の行き違いがない場合は両方向の列車とも、駅舎（南側）に面する1番線から発着する。2番線は以前、島式ホーム（2・3番線）であり、さらに3番線の外側には数本の側線が存在したが現在は市道などに転用されている。かつては正面口側新津方に貨物ホーム、西口側に山崎ヒューム管工場専用線が存在した。平日・土曜日のみ新津駅と当駅を結ぶ区間列車も1往復設定されている。
無人駅である（新津駅管理）。駅舎内には自動券売機、簡易Suica改札機、待合室、自動販売機、トイレなどがある。かつては売店もあった。
1番線ホーム上には、地元の名物であるハクチョウの剥製が展示されている。

### のりば
| 番線 | 路線      | 方向 | 行先             |
| ---- | --------- | ---- | ---------------- |
| 1・2 | ■羽越本線 | 下り | 新発田・村上方面 |
| 1・2 | ■羽越本線 | 上り | 新津方面         |

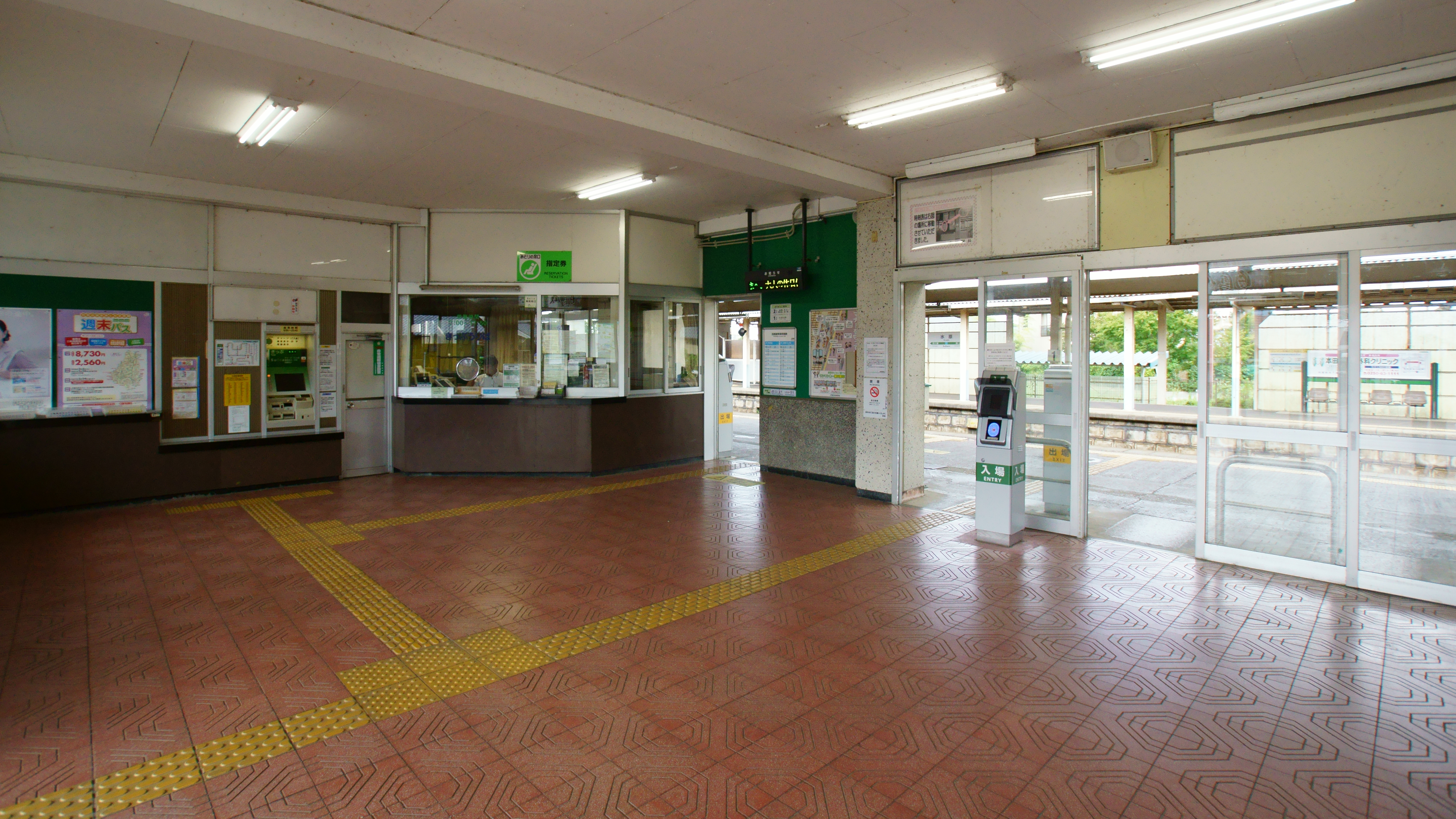
改札口（2016年9月）
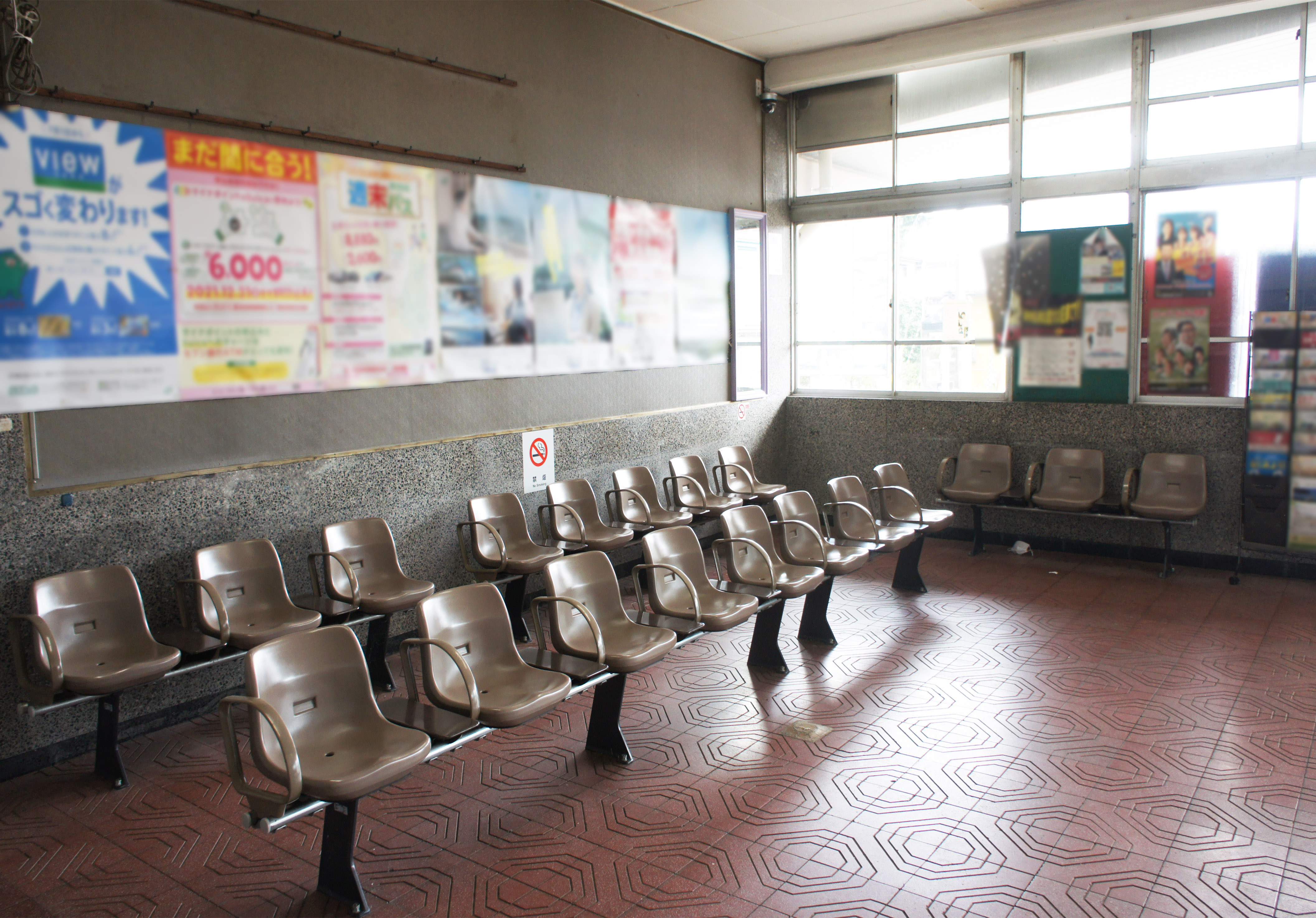
待合室（2021年9月）
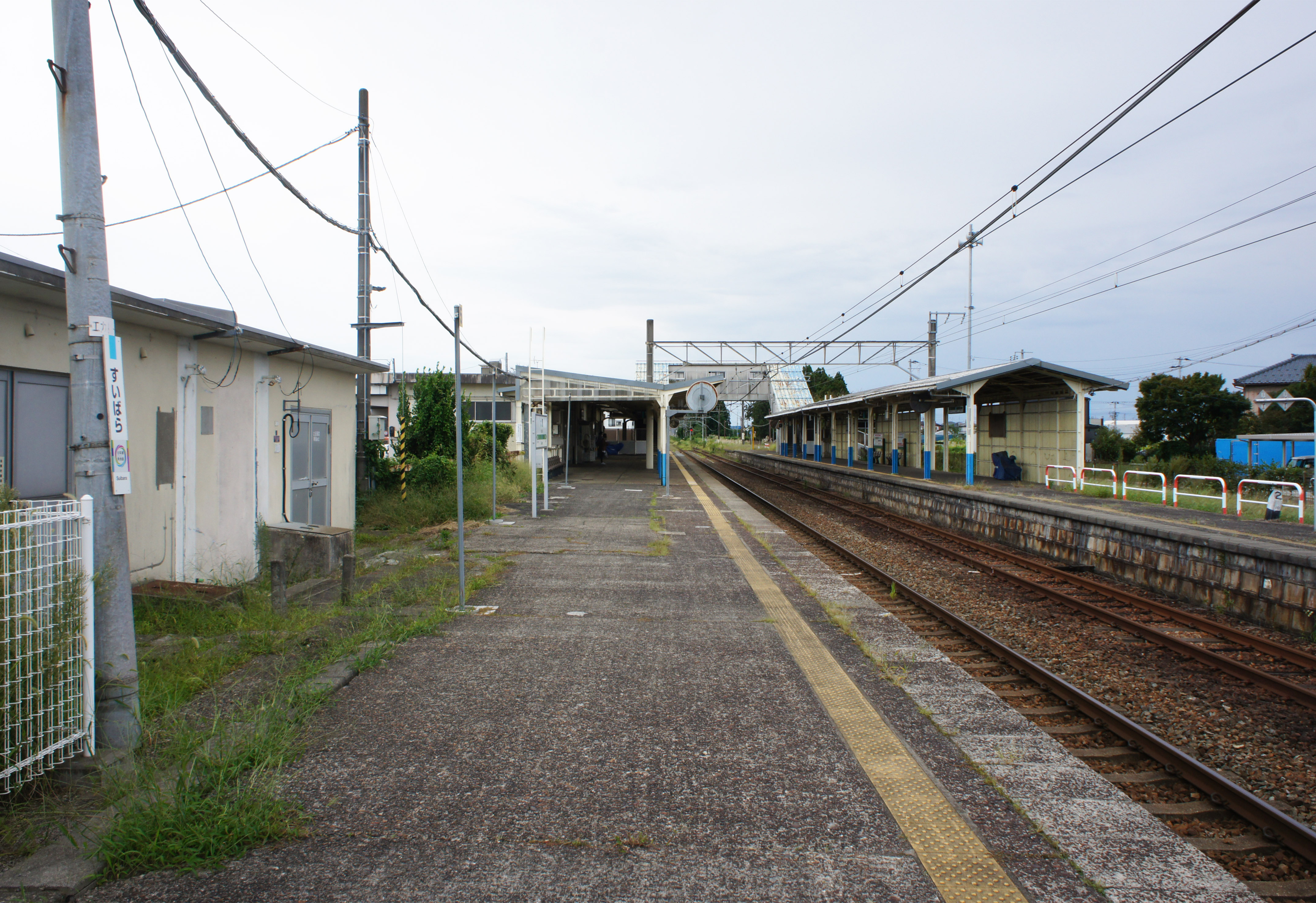
ホーム（2021年9月）
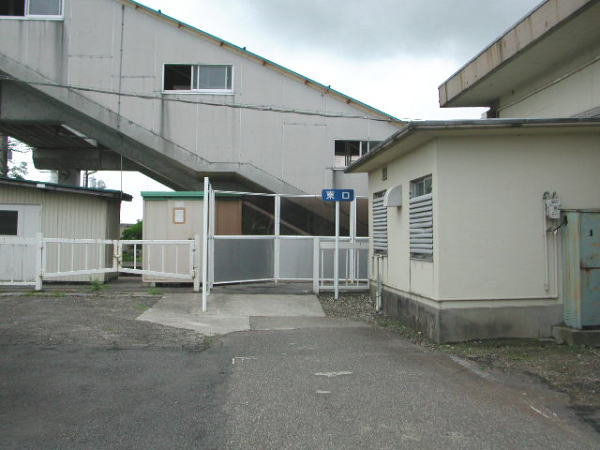
駅舎横（新津寄り）には、跨線橋を活用した自由通路の入口がある
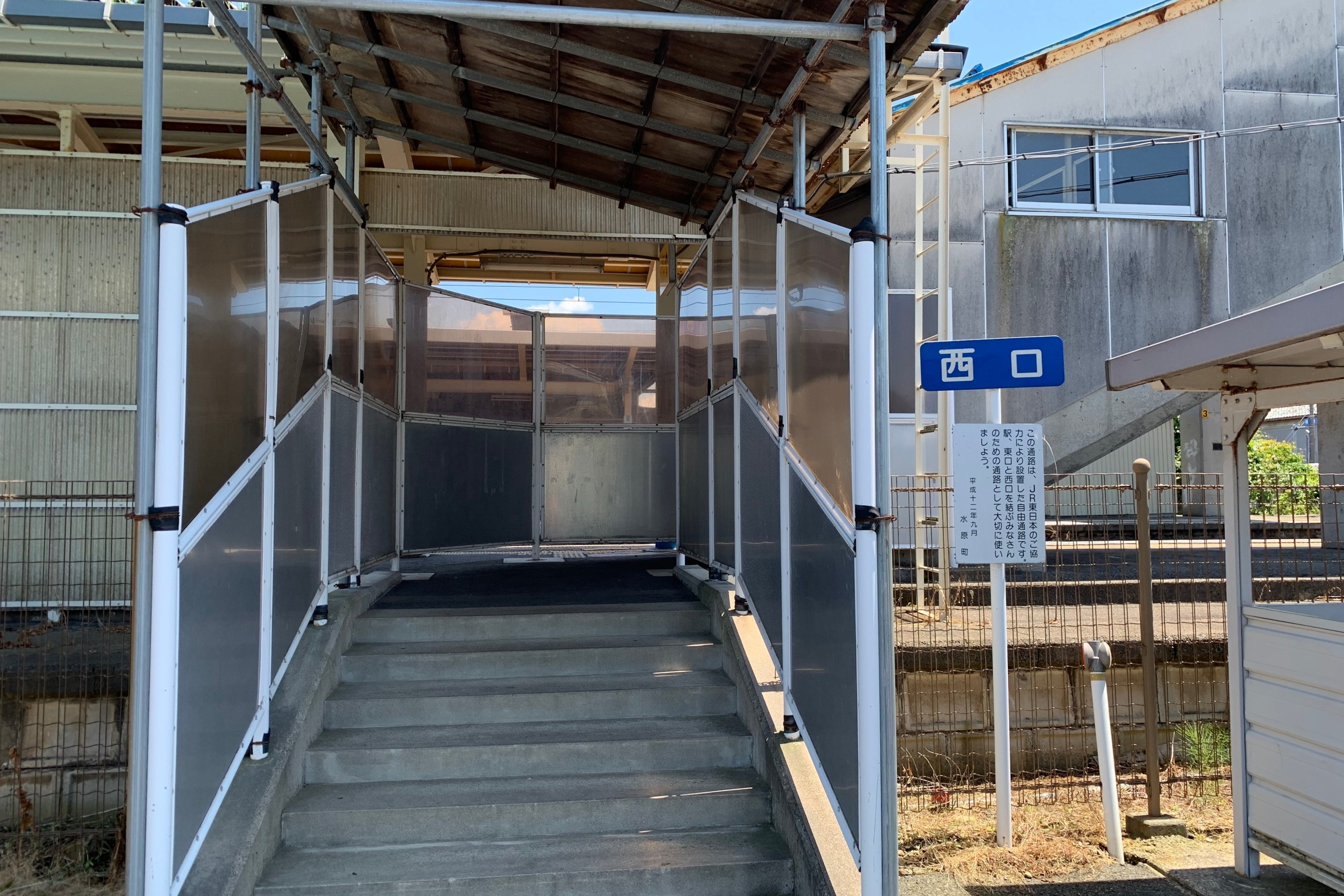
自由通路西口（2020年5月）
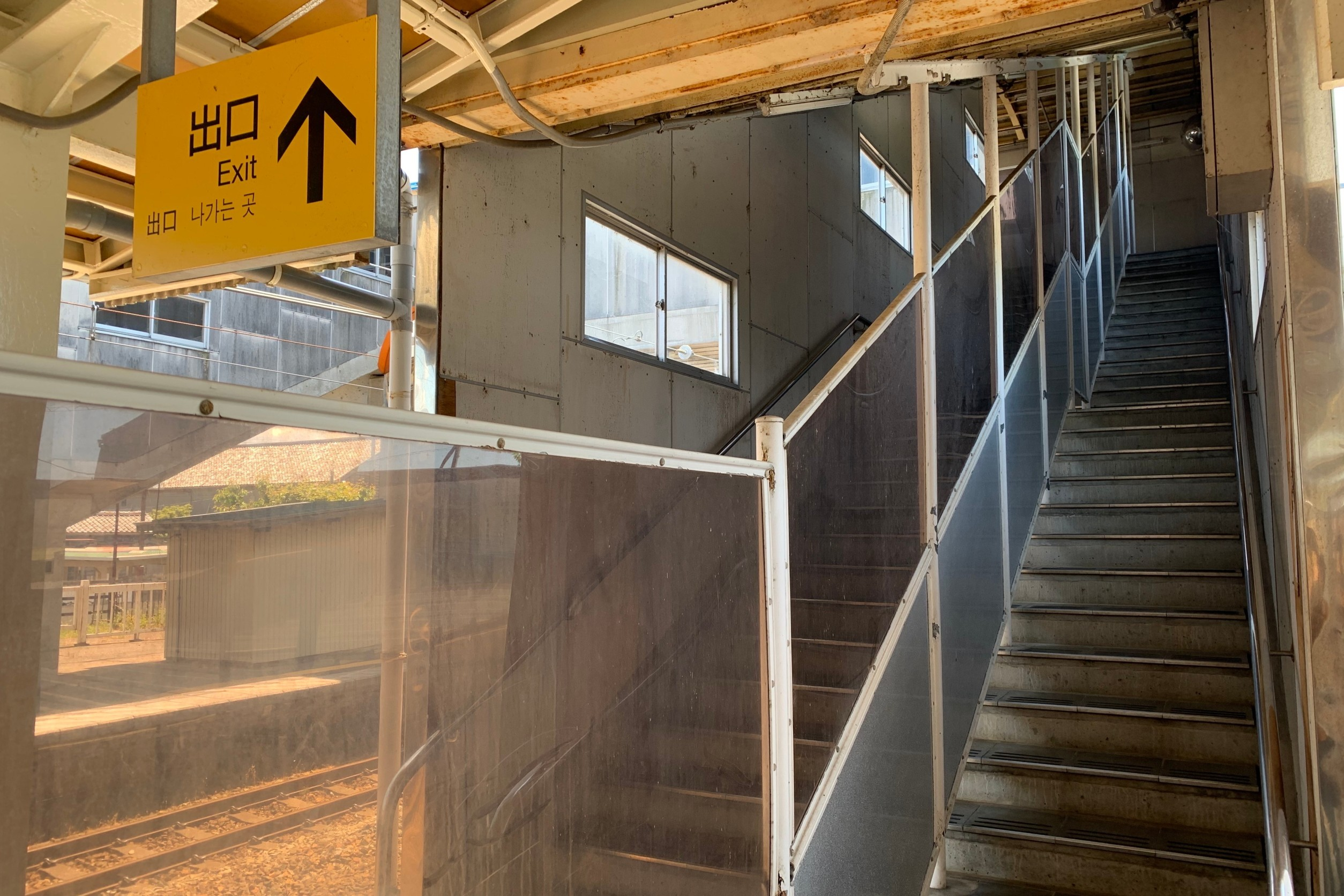
改札内外が仕切られた跨線橋（2020年5月）

## 利用状況
JR東日本によると、1965年度（昭和40年度）、1970年度（昭和45年度）、1975年度（昭和50年度）、2000年度（平成12年度）- 2022年度（令和4年度）の1日平均乗車人員の推移は以下のとおりであった。
1965年度（昭和40年度）、1970年度（昭和45年度）、1975年度（昭和50年度）、2000年度（平成12年度）以降の推移は以下のとおりである。
| 1日平均乗車人員推移 | 1日平均乗車人員推移 | 1日平均乗車人員推移 | 1日平均乗車人員推移 | 1日平均乗車人員推移 |
| 年度                | 定期外              | 定期                | 合計                | 出典                |
| ------------------- | ------------------- | ------------------- | ------------------- | ------------------- |
| 1965年（昭和40年）  |                     |                     | 2,248               | [ 利用客数 1 ]      |
| 1970年（昭和45年）  |                     |                     | 2,101               | [ 利用客数 2 ]      |
| 1975年（昭和50年）  |                     |                     | 2,084               | [ 利用客数 3 ]      |
| 2000年（平成12年）  |                     |                     | 1,274               | [ 利用客数 4 ]      |
| 2001年（平成13年）  |                     |                     | 1,242               | [ 利用客数 5 ]      |
| 2002年（平成14年）  |                     |                     | 1,162               | [ 利用客数 6 ]      |
| 2003年（平成15年）  |                     |                     | 1,069               | [ 利用客数 7 ]      |
| 2004年（平成16年）  |                     |                     | 1,041               | [ 利用客数 8 ]      |
| 2005年（平成17年）  |                     |                     | 1,001               | [ 利用客数 9 ]      |
| 2006年（平成18年）  |                     |                     | 972                 | [ 利用客数 10 ]     |
| 2007年（平成19年）  |                     |                     | 917                 | [ 利用客数 11 ]     |
| 2008年（平成20年）  |                     |                     | 937                 | [ 利用客数 12 ]     |
| 2009年（平成21年）  |                     |                     | 913                 | [ 利用客数 13 ]     |
| 2010年（平成22年）  |                     |                     | 907                 | [ 利用客数 14 ]     |
| 2011年（平成23年）  |                     |                     | 886                 | [ 利用客数 15 ]     |
| 2012年（平成24年）  | 102                 | 778                 | 880                 | [ 利用客数 16 ]     |
| 2013年（平成25年）  | 102                 | 760                 | 863                 | [ 利用客数 17 ]     |
| 2014年（平成26年）  | 105                 | 709                 | 815                 | [ 利用客数 18 ]     |
| 2015年（平成27年）  | 109                 | 696                 | 805                 | [ 利用客数 19 ]     |
| 2016年（平成28年）  | 108                 | 700                 | 809                 | [ 利用客数 20 ]     |
| 2017年（平成29年）  | 106                 | 681                 | 787                 | [ 利用客数 21 ]     |
| 2018年（平成30年）  | 105                 | 661                 | 767                 | [ 利用客数 22 ]     |
| 2019年（令和元年）  | 100                 | 639                 | 739                 | [ 利用客数 23 ]     |
| 2020年（令和02年）  | 71                  | 628                 | 700                 | [ 利用客数 24 ]     |
| 2021年（令和03年）  | 73                  | 629                 | 702                 | [ 利用客数 25 ]     |
| 2022年（令和04年）  | 89                  | 614                 | 703                 | [ 利用客数 26 ]     |

## 駅周辺
周辺に広がる市街地は阿賀野市の中心地。旧北蒲原郡水原町の中心地にあたる。また、瓢湖や五頭温泉郷といった観光地も周辺に存在する。
駅前広場は都市計画決定されたものの未整備の状況である。なお、送迎車待機用の駐車場や無料のパークアンドライド駐車場が整備されている。

### 正面口側
- 新潟県道255号新関水原停車場線
- 新潟県道303号水原停車場線
- あがの市民病院
- 白龍酒造（白龍）
- 無為信寺[11]
- 天朝山公園（越後府跡）[11]
- 水原露店市場（4・8のつく日の朝に開催）[12]
- 阿賀野市役所[11]
- 水原城館跡・水原代官所[11]
- 阿賀野郵便局
- 阿賀野市立水原小学校
- 新潟県立阿賀野高等学校
- 瓢湖[11]

### 西口側
- 国道460号
- 国道49号
- 新潟県道15号新潟長浦水原線
- 阿賀野市立安野小学校
- 阿賀野市水原公民館
- 越の日本桜酒造（越乃日本桜）

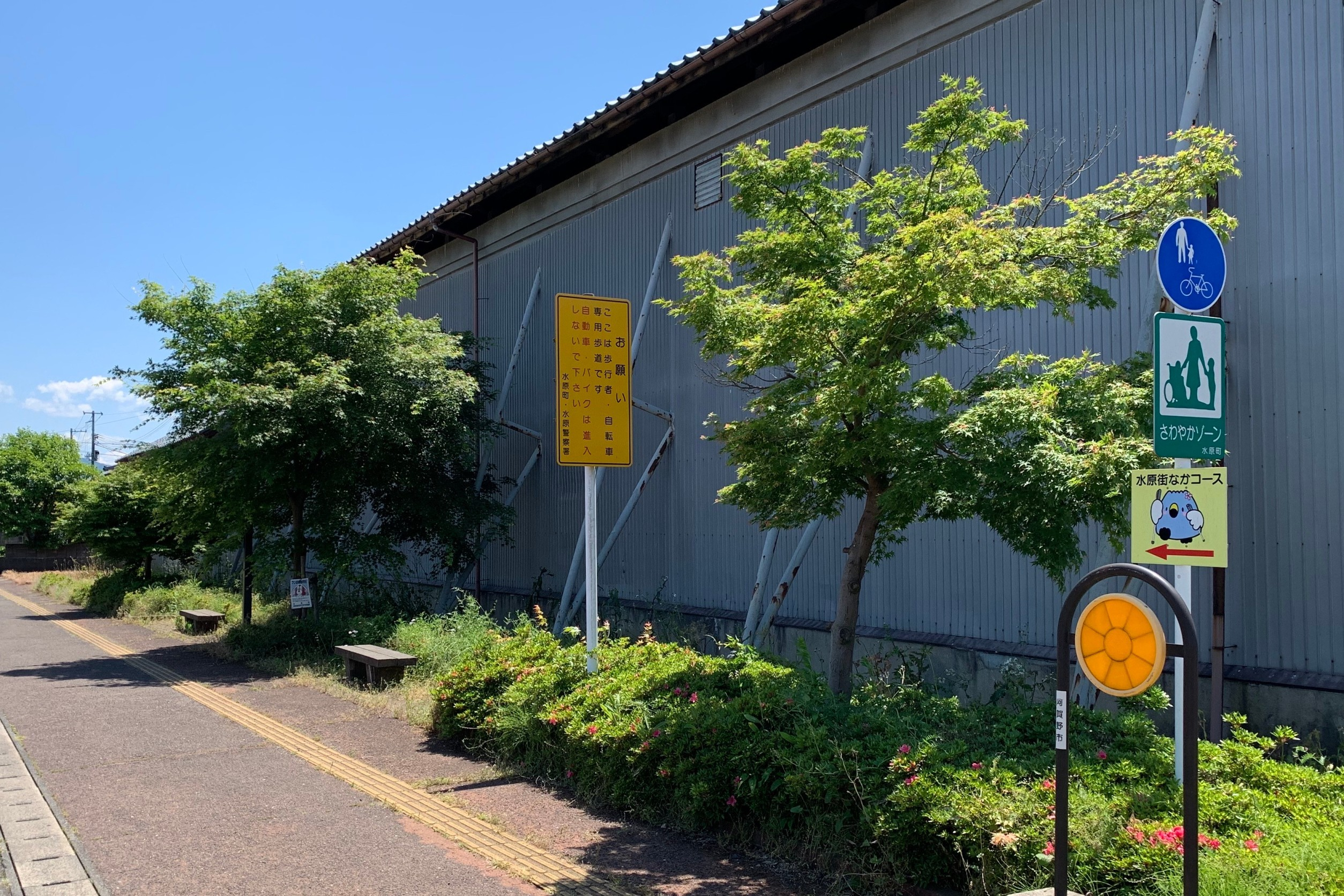
駅前からあがの市民病院、阿賀野高校を経て水原総合体育館・阿賀野市役所に至る歩行者自転車道（2020年5月）
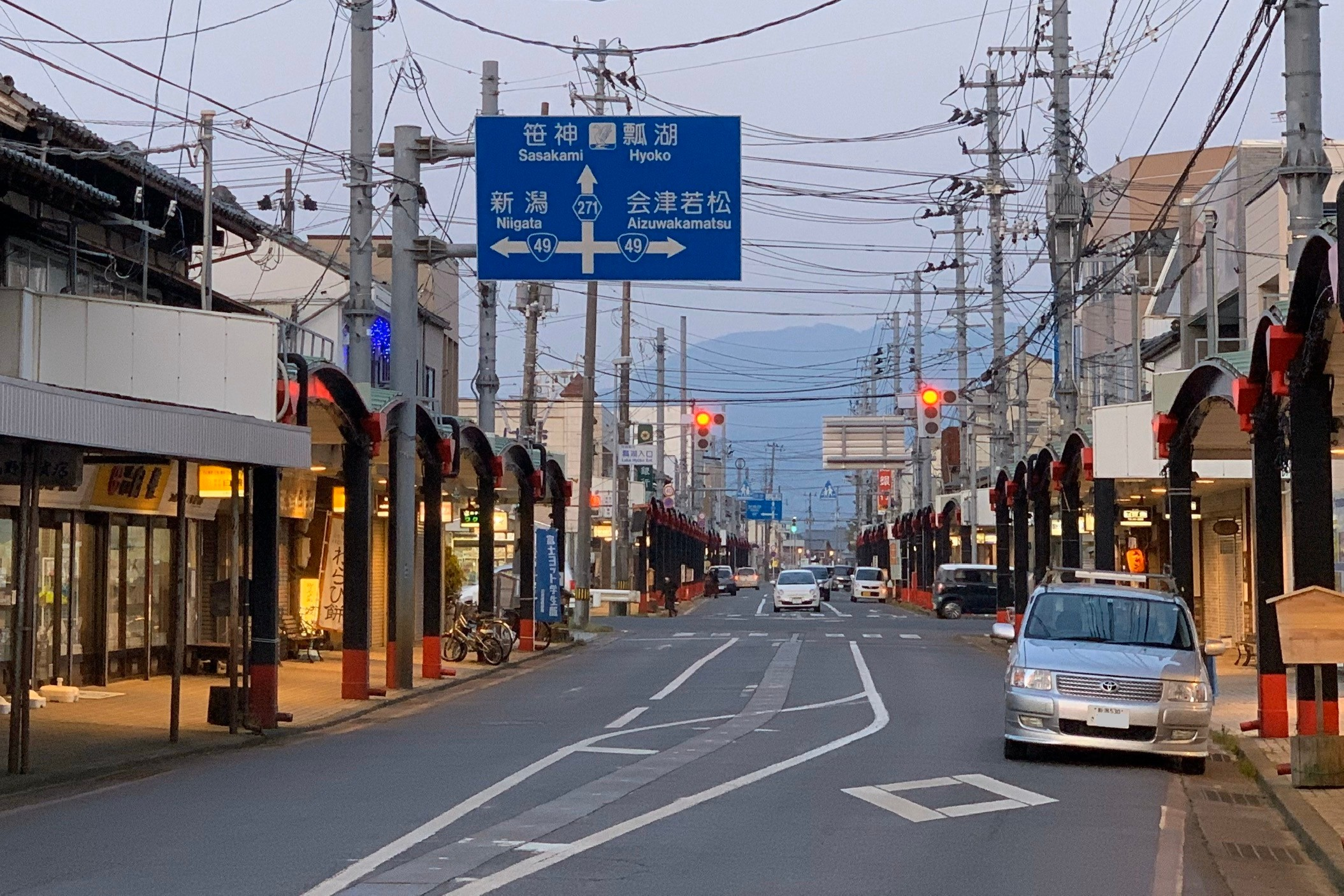
駅北側を東西に走る街道筋に形成された本町商店街（2020年4月）
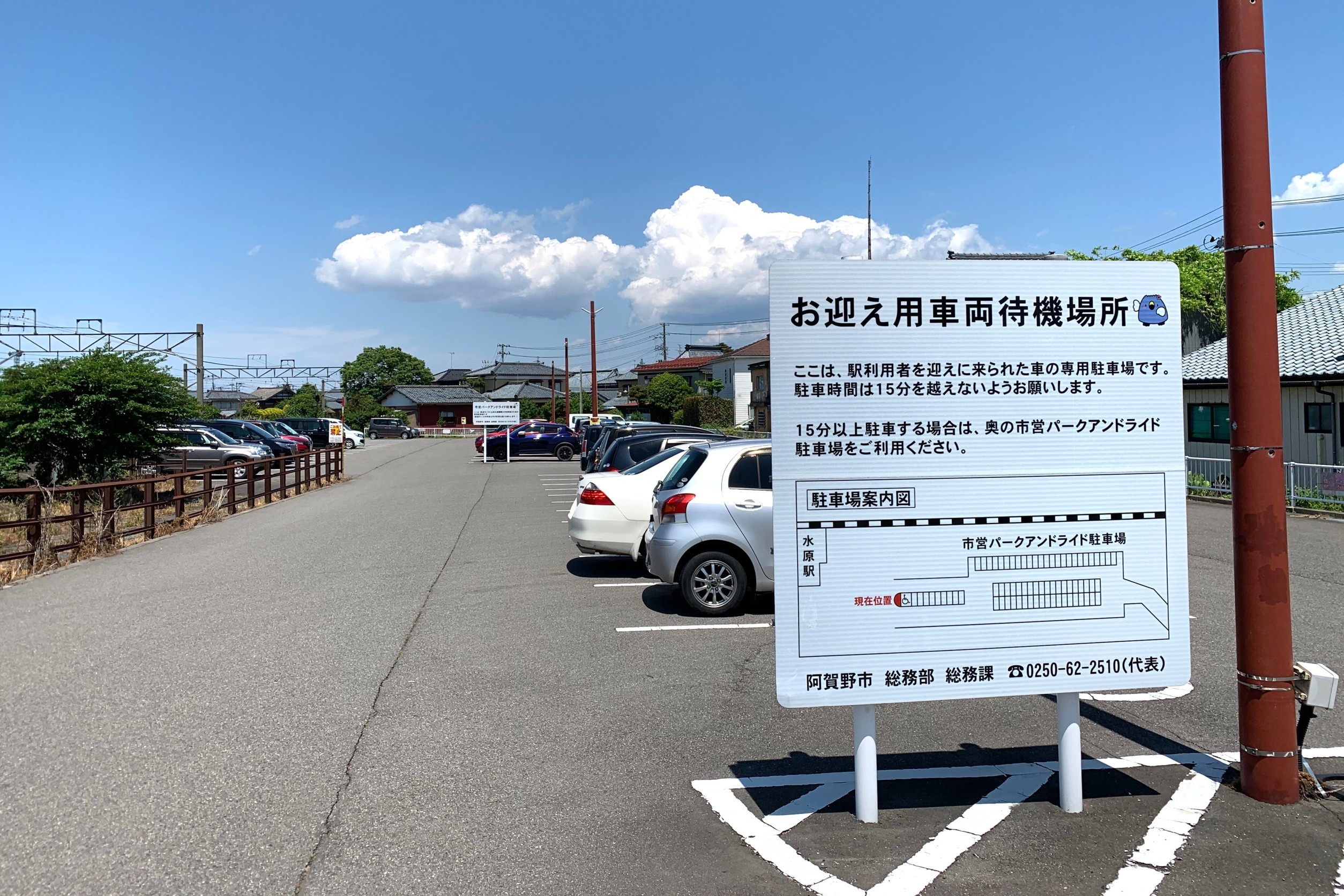
キスアンドライド（送迎車）用の駐車場（2020年5月）
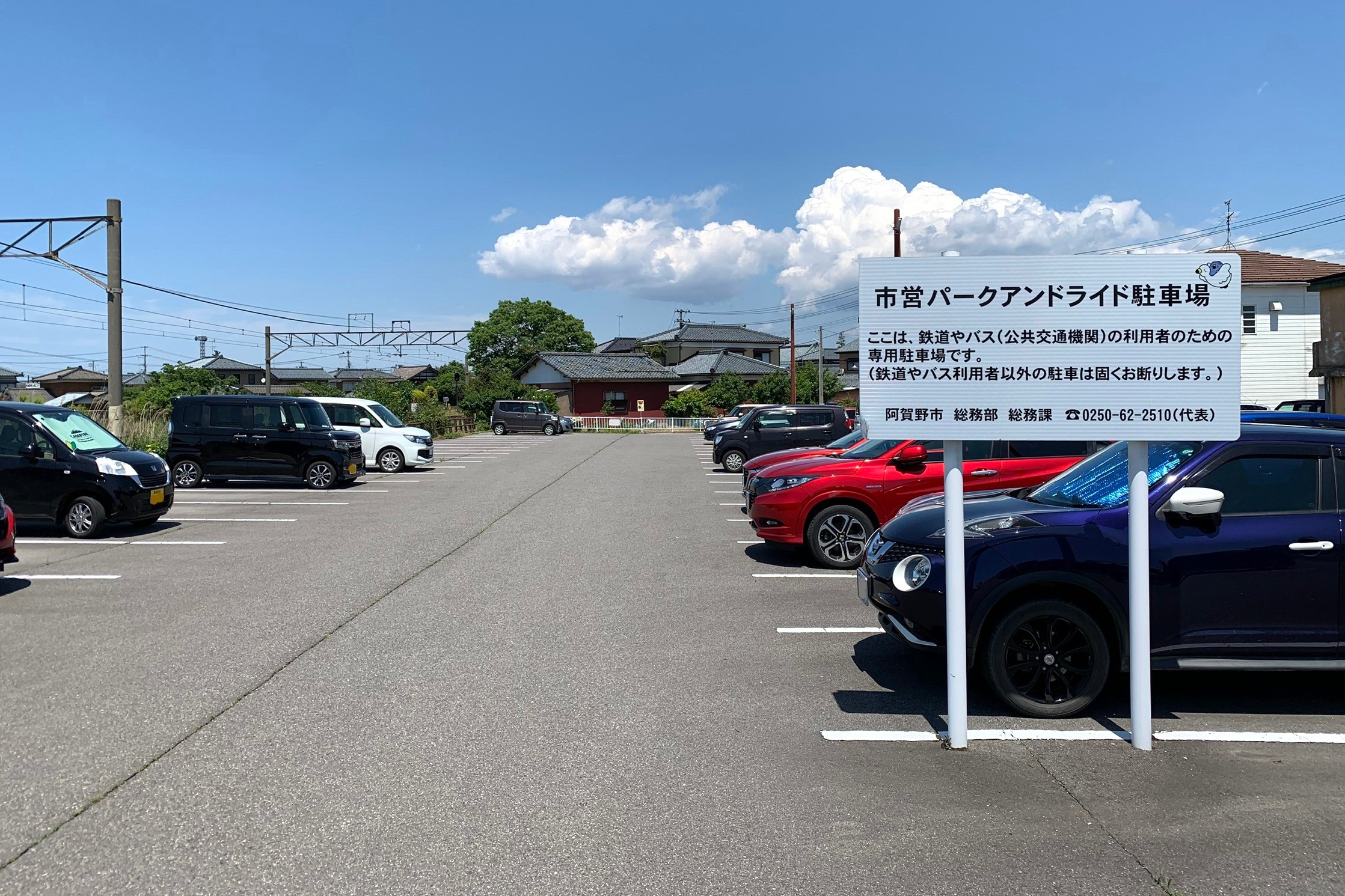
パークアンドライド用の無料駐車場（2020年5月）

## バス路線
当駅を含む阿賀野市と新潟都市圏の中心である新潟市中央区を結ぶ交通手段は鉄道とバスで競合しており、2002年（平成14年）の第3回新潟都市圏パーソントリップ調査では鉄道12%、バス6%となっている。

### 阿賀野市営バス
駅前には、阿賀野市営バスの「水原駅前」などのバス停がある。市内を運行する11系統のうち10系統が水原駅付近を経由している（一部路線は駅前の自転車置場前か、下記バス停〈五頭タクシー前〉が最寄り停留所となっている）。

### 新潟交通グループ
駅を出て左に曲がった徒歩3分のところ（県道303号、五頭タクシー前）には、新潟交通グループの「水原」バス停がある。
| バス停名 | 方面                     | 路線名           | 系統・行先                                       |
| -------- | ------------------------ | ---------------- | ------------------------------------------------ |
| 水原     | 新潟市江南区・中心部方面 | ■S9 亀田・横越線 | S90・S91・S92（急行）・S93：新潟駅前・万代シテイ |
| 水原     | 瓢湖方面                 | ■S9 亀田・横越線 | S90・S91：瓢湖前                                 |
| 水原     | 保田方面                 | ■S9 亀田・横越線 | S93（急行）：保田車庫前                          |
| 水原     | 保田方面                 | -                | - SA2：保田車庫前 - SG2：五泉営業所              |

水原バス停は以前の新潟交通水原営業所跡地から五頭（ごず）タクシー株式会社前に移設されている。新潟交通水原営業所は1990年代に新津営業所と統合して京ヶ瀬営業所（阿賀野市下里工業団地内）となった。水原営業所跡地には新潟交通の旅行代理店「くれよん旅行センター」が開設されていたが、現在はコインランドリー「しゃぼん」になっている。

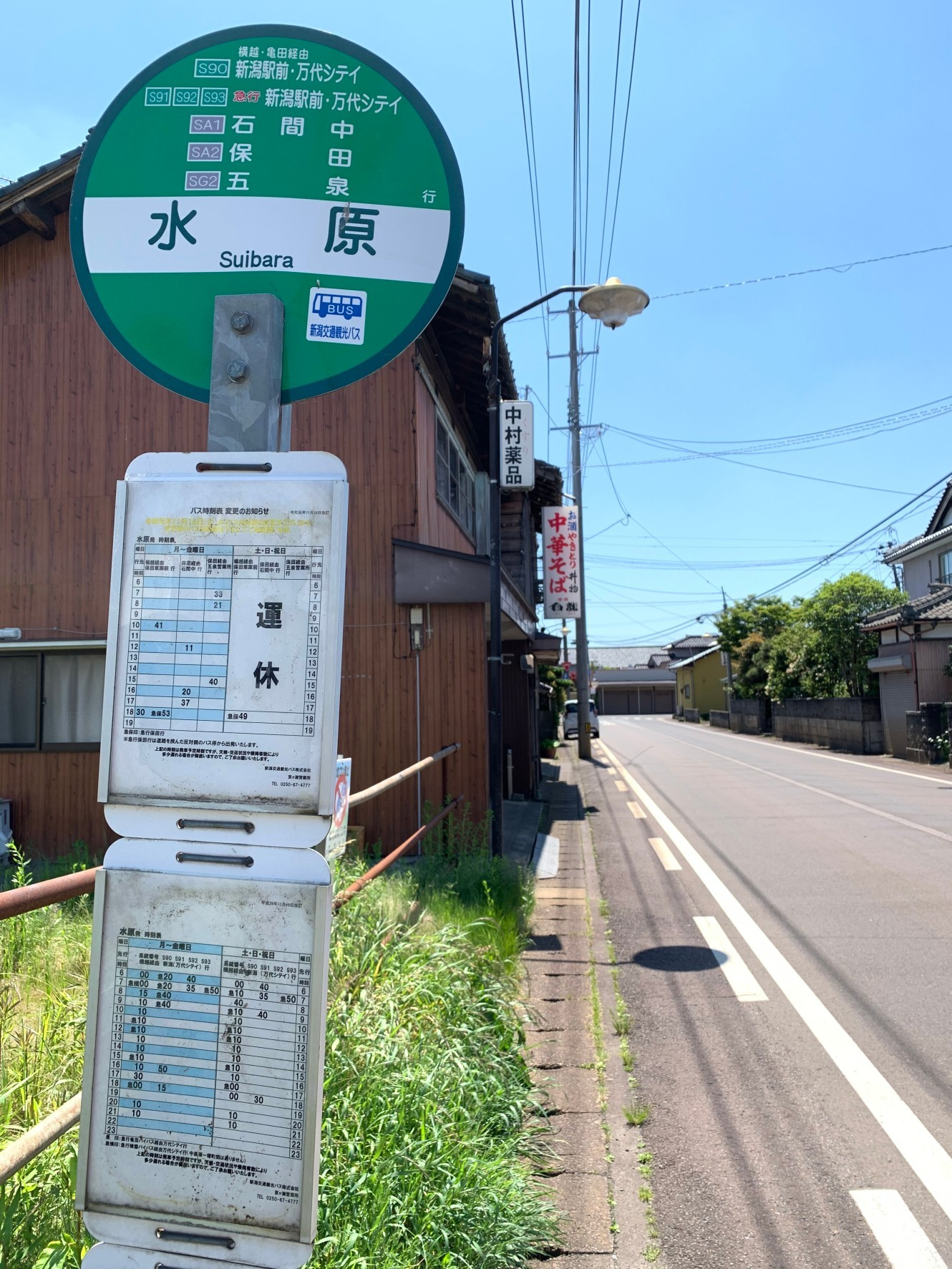
新潟駅発着の路線などが発着する新潟交通観光バス「水原」バス停（2020年5月） 毎時1本以上運行されており、列車よりも本数は多い。
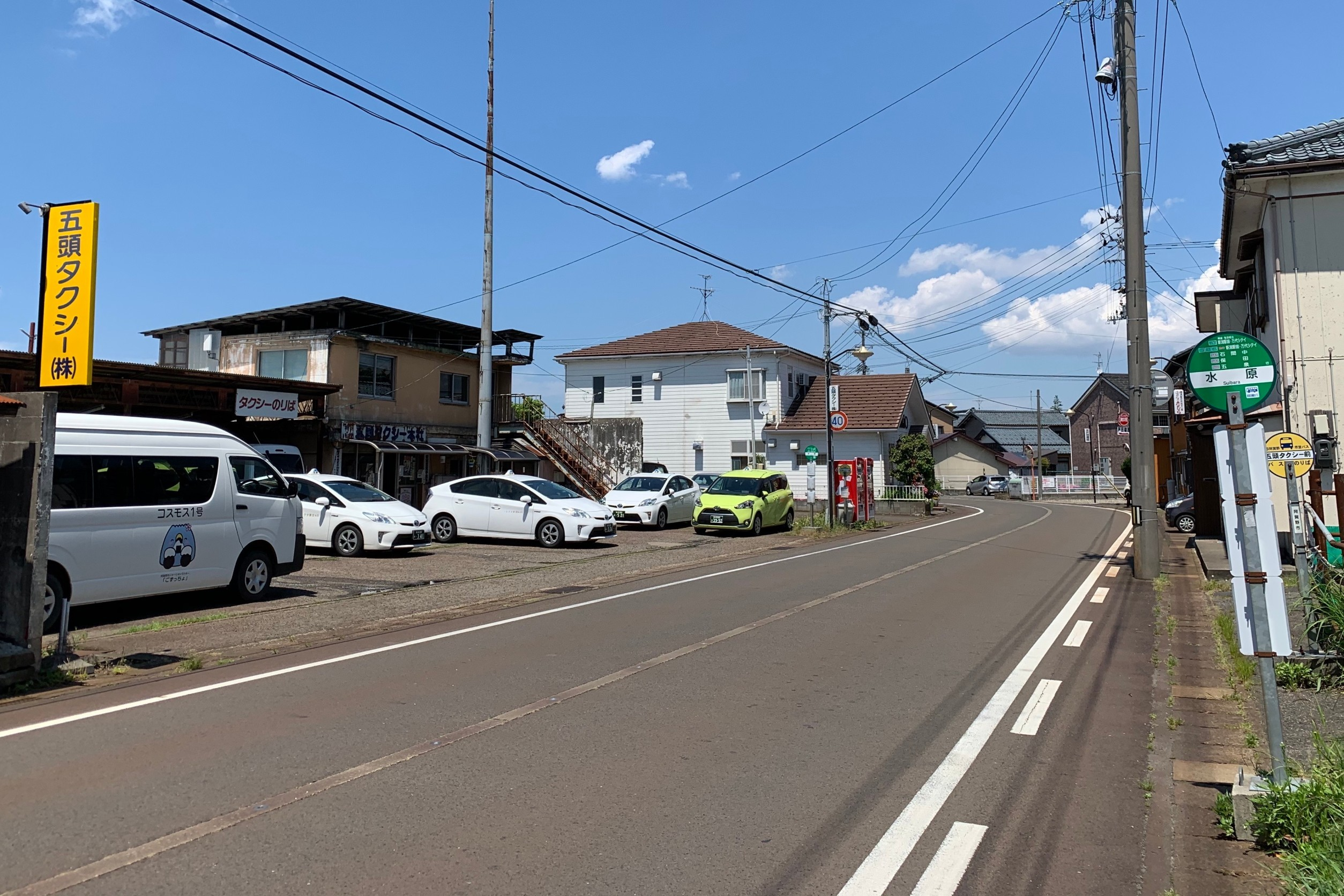
新潟交通グループ「水原」バス停と市営バス「五頭タクシー前」バス停は同位置にある。（2020年5月）

## 隣の駅
東日本旅客鉄道（JR東日本）
■羽越本線
京ケ瀬駅 - 水原駅 - 神山駅

### 記事本文
1. 1 2 3 4 5  石野哲（編）『停車場変遷大事典 国鉄・JR編 Ⅱ』（初版）JTB、1998年10月1日、558頁。ISBN 978-4-533-02980-6。
2. 1 2  “駅の情報（水原駅）：JR東日本”.   東日本旅客鉄道. 2024年3月16日時点のオリジナルよりアーカイブ。2024年3月16日閲覧。
3. ↑  「近代的駅舎に生れ変る 新装なった羽越線水原駅」『交通新聞』交通協力会、1966年1月14日、1面。
4. ↑  JR時刻表平成2年12月号索引地図欄外の注
5. ↑  「JR水原駅 自由通路の使用開始」『交通新聞』交通新聞社、2000年10月3日、4面。
6. ↑  「跨線橋ちょっと拝借、僕らの通学路できた JR羽越線水原駅」『朝日新聞』朝日新聞社、2000年9月5日、東京地方版／新潟、31面。
7. ↑  『2008年3月 Suicaがますます便利になります』（PDF）（プレスリリース）東日本旅客鉄道、2007年12月21日。オリジナルの2016年3月4日時点におけるアーカイブ。2020年5月29日閲覧。
8. ↑  “駅の情報（水原駅）：JR東日本”.   東日本旅客鉄道. 2023年2月10日時点のオリジナルよりアーカイブ。2023年2月10日閲覧。
9. 1 2  “JR東日本：駅構内図・バリアフリー情報（水原駅）”.   東日本旅客鉄道. 2025年4月15日閲覧。
10. 1 2  “阿賀野市地域公共交通総合連携計画 pp.13-15”.   阿賀野市 (2010年3月). 2020年12月27日閲覧。
11. 1 2 3 4 5  “豪農が闊歩したまち 水原そぞろ歩き”. 新潟日報. (2018年9月21日).  オリジナルの2018年10月25日時点におけるアーカイブ。 2022年5月16日閲覧。
12. ↑  “『広報あがの』2018年6月号 pp.2-7 特集：買い物ツアーに行こう”.   阿賀野市. 2020年6月1日閲覧。
13. ↑  “阿賀野市内交通網（さくいん地図）” (PDF). 阿賀野市営バスの概要／阿賀野市.   阿賀野市. 2025年4月15日閲覧。
14. 1 2 3  “S9 亀田・横越線 運行系統図” (PDF). 路線バス | 新潟交通.   新潟交通. 2025年4月15日閲覧。
15. 1 2  “五泉エリア時刻表（SA2 阿賀野市役所～堀越～保田車庫前、SG2 阿賀野市役所～保田車庫前～五泉高校～五泉駅前通）” (PDF). 新潟交通観光バス株式会社.   新潟交通観光バス. 2025年4月15日閲覧。

### 利用状況
1. ↑  鉄道統計年報昭和40年版p100　新潟鉄道管理局
2. ↑  鉄道統計年報昭和45年版p88-89　新潟鉄道管理局
3. ↑  鉄道統計年報昭和50年版p62-63　新潟鉄道管理局
4. ↑  “各駅の乗車人員（2000年度）”.   東日本旅客鉄道. 2019年2月25日閲覧。
5. ↑  “各駅の乗車人員（2001年度）”.   東日本旅客鉄道. 2019年2月25日閲覧。
6. ↑  “各駅の乗車人員（2002年度）”.   東日本旅客鉄道. 2019年2月25日閲覧。
7. ↑  “各駅の乗車人員（2003年度）”.   東日本旅客鉄道. 2019年2月25日閲覧。
8. ↑  “各駅の乗車人員（2004年度）”.   東日本旅客鉄道. 2019年2月25日閲覧。
9. ↑  “各駅の乗車人員（2005年度）”.   東日本旅客鉄道. 2019年2月25日閲覧。
10. ↑  “各駅の乗車人員（2006年度）”.   東日本旅客鉄道. 2019年2月25日閲覧。
11. ↑  “各駅の乗車人員（2007年度）”.   東日本旅客鉄道. 2019年2月25日閲覧。
12. ↑  “各駅の乗車人員（2008年度）”.   東日本旅客鉄道. 2019年2月25日閲覧。
13. ↑  “各駅の乗車人員（2009年度）”.   東日本旅客鉄道. 2019年2月25日閲覧。
14. ↑  “各駅の乗車人員（2010年度）”.   東日本旅客鉄道. 2019年2月25日閲覧。
15. ↑  “各駅の乗車人員（2011年度）”.   東日本旅客鉄道. 2019年2月25日閲覧。
16. ↑  “各駅の乗車人員（2012年度）”.   東日本旅客鉄道. 2019年2月25日閲覧。
17. ↑  “各駅の乗車人員（2013年度）”.   東日本旅客鉄道. 2019年2月25日閲覧。
18. ↑  “各駅の乗車人員（2014年度）”.   東日本旅客鉄道. 2019年2月25日閲覧。
19. ↑  “各駅の乗車人員（2015年度）”.   東日本旅客鉄道. 2019年2月25日閲覧。
20. ↑  “各駅の乗車人員（2016年度）”.   東日本旅客鉄道. 2019年2月25日閲覧。
21. ↑  “各駅の乗車人員（2017年度）”.   東日本旅客鉄道. 2019年2月25日閲覧。
22. ↑  “各駅の乗車人員（2018年度）”.   東日本旅客鉄道. 2019年7月21日閲覧。
23. ↑  “各駅の乗車人員（2019年度）”.   東日本旅客鉄道. 2020年7月13日閲覧。
24. ↑  “各駅の乗車人員（2020年度）”.   東日本旅客鉄道. 2021年7月25日閲覧。
25. ↑  “各駅の乗車人員（2021年度）”.   東日本旅客鉄道. 2022年8月8日閲覧。
26. ↑  “各駅の乗車人員（2022年度）”.   東日本旅客鉄道. 2023年7月12日閲覧。